# Papillosetaria
Papillosetaria ist eine Gattung der Filarien mit drei Arten. Sie sind Parasiten in der Bauchhöhle bei der Hirschferkel-Gattung Tragulus.

## Merkmale
Papillosetaria sind Setariinae, deren Vorderende ein Paar seitlicher, rundlicher Kutikula-Verdickungen aufweist. Der Ösophagus ist untergliedert, die Vulva liegt nahe seines muskulösen Abschnitts. Der Schwanz der Männchen ist kurz, vor und hinter der Kloake sind Reihen Papillen vorhanden. Das rechte Spiculum keilförmig. Der Schwanz der Weibchen hat fingerförmige Anhänge. Die Kutikula weist, außer an den beiden Enden, Höckerchen auf.

## Systematik
Die Gattung enthält folgende Arten:
- Papillosetaria malayi Bain & Shoho, 1978
- Papillosetaria traguli Vevers, 1922
- Papillosetaria veversi Maplestone, 1931